# Contrat administratif
Als contrat administratif (frz. Verwaltungsvertrag) wird im französischen Verwaltungsrecht eine Handlungsform der öffentlichen Hand bezeichnet. Der contrat administratif bezeichnet nicht jeden Vertragstyp, den die Verwaltung abschließt, sondern ist nur ein Unterfall des Vertrags der Verwaltung (contrat de l’administration). Er bezieht sich auf alle Verträge, für die andere als die privatrechtlichen Vertragsregeln gelten.

## Abgrenzung
Bestimmte Verträge werden bereits vom Gesetz als contrats administratifs gekennzeichnet (contrats administratifs par détermination de la loi). Ihre Abgrenzung ist als unproblematisch. Fehlt eine solche gesetzliche Bestimmung, nimmt die Rechtsprechung die Abgrenzung nach zwei Kriterien vor:
1. Einer der Vertragspartner ist juristische Person des öffentlichen Rechts.
2. Der Vertrag enthält eine clause exorbitante du droit commun oder bezieht sich auf die Durchführung eines service public.

## Rechtsfolgen descontrat administratif
Der contrat administratif nach klassischem französischem Verständnis unterscheidet sich grundlegend vom öffentlich-rechtlichen Vertrag deutscher Prägung: „Öffentlich-rechtlicher Vertrag und contrat administratif haben zwar das gleiche Begriffsgewand, inhaltlich aber nichts miteinander zu tun.“ Während der privatrechtliche Vertrag das Verhandlungsergebnis zweier autonomer gleichberechtigter Individuen ist, trägt der Verwaltungsvertrag deutliche Züge eine Subordinationsverhältnisses: „Der contrat administratif dient zunächst einmal nicht den partikulären, individuellen Interessen der einzelnen Vertragspartner, sondern vorrangig dem öffentlichen Interesse und Gemeinwohl.“ Die Verwaltung hat im Rahmen dieses Verwaltungsvertrags zahlreiche Sonderrechte gegenüber dem normalen zivilrechtlichen Vertrag, wie den Vertrag einseitig aufzuheben oder abzuändern. Dem Vertragspartner der Verwaltung stehen auf der dogmatischen Basis der Theorie von der Geschäftsgrundlage lediglich finanzielle Ausgleichsansprüche zu; der Sonderstatus des Verwaltungsvertrages zeigt sich hier paradoxerweise gerade darin, dass das französische Zivilrecht die Figur von der Geschäftsgrundlage nicht anerkennt.